# Позов про відповідальність
У законодавстві Європейського Союзу позов про відповідальність (відшкодування збитків; англ. Application for compensation based on non-contractual liability) ініціюється юридичною чи фізичною особою, який спрямований на притягнення Європейського Союзу до відповідальности.
Йдеться про два окремі спори:
- договірна відповідальність[fr]: має на меті встановити порушення Європейським Союзом одного зі своїх договірних зобов’язань. Це підпадає під юрисдикцію національних судів, якщо тільки арбітражне застереження не передбачає юрисдикції судів Спільноти.
- позадоговірна відповідальність[fr]: спрямована на відшкодування збитків, заподіяних Європейським Союзом, які не спричинені порушенням договірних зобов’язань. Цей спір належить до юрисдикції судів Спільноти.

## Позадоговірна відповідальність

### Підзвітність перед Європейським Союзом
Подія, що призвела до відповідальности, могла бути спричинена співробітником Європейського Союзу під час виконання ним своїх обов'язків або рішеннями самих європейських інституцій.
Європейський Союз може бути притягнутий до відповідальности за дії своїх службовців при виконанні ними своїх обов'язків. Згідно з рішенням у справі Саяг (ЄСС, 10 липня 1969 року, Sayag, aff. 9/69), «Спільнота несе відповідальність лише за такі дії своїх службовців, які в силу внутрішнього і прямого зв'язку є необхідним продовженням завдань, покладених на інституції». Якщо це не так, юрисдикція покладається на національний суд, який має юрисдикцію відповідно до місця, де було завдано шкоди, і який виносить рішення у світлі застосовного національного законодавства.
Громада може нести відповідальність за рішення, прийняті самими установами. Ця суперечка є найважливішою на даний момент і буде предметом решти цієї статті.

#### Незаконна або законна дія
Традиційно породжуючим фактом може бути протиправний факт.
Проте вже деякий час прецедентне право Спільноти визнає ідею про те, що Спільнота може нести відповідальність за правомірні дії. Цей інноваційний рух у прецедентному праві був започаткований рішенням у справі De Boer Buizen 1987 року (ECJ, 29 September 1987, De Boer Buizen v. Council and Commission, Case 81/86), у якому було визнано, що Спільнота може бути притягнута до позадоговірної відповідальности, навіть якщо незаконність поведінки, приписуваної інституціям Спільноти, не була встановлена.
У рішенні у справі Дорш Консалт 2000 року (ECJ, 15 June 2000, Dorsch Consult v. Council and Commission, Case C-237/98) Суд вказав, що «позадоговірна відповідальність Спільноти може наставати внаслідок “законного” діяння лише за сукупности трьох умов, а саме: реальности шкоди, якої, як стверджується, було завдано, причинного зв'язку між цією шкодою та діянням, в якому звинувачуються інституції Спільноти, а також ненормального та особливого характеру цієї шкоди».
Як наслідок, ця відповідальність підлягає більш суворим умовам, оскільки позивач повинен продемонструвати ненормальну та особливу упередженість.
- Шкода буде особливою, якщо вона впливає на певну категорію суб'єктів господарювання у непропорційний спосіб порівняно з іншими суб'єктами.
- «Збиток є ненормальним, якщо він перевищує межі ризиків, притаманних діяльности у відповідному секторі» (рішення у справі «Дорш Консалт проти Комісії» (Dorsch Consult v Commission)).

### Умови здійснення дії
Позови про відповідальність можуть бути подані будь-якою потерпілою фізичною або юридичною особою.
Такий широкий доступ до Суду пояснюється самою метою цього позову. Вона не «спрямована на скасування певного заходу або встановлення факту бездіяльности, а на відшкодування, виключно щодо заявника, шкоди, заподіяної установою» (ЄСПЛ, 2 грудня 1971 року, справа «Цукерфабрик» (Zuckerfabrik), рішення у справі 5/71). Однак прийнятність позову залежить від низки умов:
- строки: п'ятирічний строк позовної давности;
- умова щодо формулювання заяви: для того, щоб бути прийнятою, «будь-яка заява повинна містити вказівку на предмет спору та стислий виклад посилань на норми права, на які вона посилається». Ці елементи повинні бути точними і чіткими.

### Вироки
До цього часу суди Спільноти мали лише два повноваження у справах про позадоговірну відповідальність з боку Спільноти: встановлювати розмір компенсації, яка могла бути лише матеріальною, і встановлювати наявність майбутньої, але певної шкоди (ECJ, 2 червня 1976 року, Kampffmeyer v. Council and Commission, aff. У рішенні у справі «Галілео» від 2006 року (CFI, 10 травня 2006 року, «Ґалілео проти Комісії» (Galileo v Commission), справа T-279/03) суддя Спільноти погодився з ідеєю видачі судових заборон відповідній установі, щоб покласти край заподіяній шкоді.
Європейський Союз може бути притягнутий до відповідальности за незаконне діяння лише за дотримання трьох умов:
- Перша умова стосується незаконности поведінки, що оскаржується, яка повинна полягати в досить серйозному порушенні норми права, призначеної для надання прав особам.
- Друга умова стосується реальности завданої шкоди. На рівні Співтовариства це в основному стосується економічної шкоди. Це означає, що шкода повинна бути реальною, визначеною і такою, що підлягає оцінці. Це гнучка умова, оскільки майбутня шкода може вважатися реальною, якщо вона не є надто невизначеною.
- Третя умова полягає в тому, що повинен існувати причинно-наслідковий зв'язок між інкримінованою поведінкою та заявленою шкодою. Це означає, що «заявлена шкода має бути достатньо прямим наслідком поведінки, на яку скаржаться, тобто ця поведінка має бути визначальною причиною шкоди».